# Kaempferia alboviolacea
Kaempferia alboviolacea là một loài thực vật có hoa trong họ Gừng. Loài này được Henry Nicholas Ridley mô tả khoa học đầu tiên năm 1921.

## Mẫu định danh
Mẫu định danh: Kloss C.B.  s.n.; thu thập tháng 3 năm 1918 tại D'Ran, tọa độ khoảng 12°3′0″B 108°27′0″Đ / 12,05°B 108,45°Đ, cao nguyên Lang Biang, tỉnh Lâm Đồng. Mẫu holotype lưu giữ tại Bảo tàng Lịch sử Tự nhiên ở London (BM), mẫu còn lại lưu giữ tại Vườn Thực vật Hoàng gia Edinburgh (E) với barcode E00034710.

## Từ nguyên
Tính từ định danh: alboviolacea (giống đực: alboviolaceus, giống trung: alboviolaceum) là tiếng Latinh nghĩa là tím ánh trắng; ở đây là để nói tới hoa của loài này.

## Phân bố
Loài này là đặc hữu tỉnh Lâm Đồng, Việt Nam.

## Mô tả
Lá 2, hình trứng, không cuống, dài 5–9 cm, rộng 4 cm, nhẵn nhụi. Hoa tập trung giữa lá khoảng 8, màu trắng hơi ánh tím. Đài hoa hình ống, chẻ một bên, phiến hình mác nhọn thon, dài 1,5 cm. Ống tràng thanh mảnh, dài 4 cm. Cánh hoa thuôn dài tù, dài hơn lá đài. Cánh môi hình trứng ngược, vuốt dài, hai thùy ngắn, các thùy thuôn tròn, sẫm màu hơn và với các vết màu tím.